# Тибет в составе Юаньской империи
Тибет в составе Юаньской империи — находился с 1270 по 1358 годы. В течение этого периода Тибет контролировался монгольской династией Юань в военном и административном отношении.
В составе империи Тибет являлся автономным регионом. Во главе Тибета де-юре стоял Сакья-лама. Однако, административная и военная власть в Тибете оставалась в руках так называемого Бюро по делам Тибета и буддистов — высшего административного органа южного Китая. Тибет сохранил номинальное руководство в религиозных делах, тогда как монголы ведали административными и военными делами региона. Такая система называется «диархия». Одной из главных целей Бюро было избрание Дпон-чена — светского главы Тибета, назначаемого ламой и утверждаемого монгольским императором.

## История

### Завоевание Тибета монголами
До установления власти династии Юань, Тибет был захвачен Монгольской империей. Первое вторжение было возглавлено Годан-ханом, внуком Чингисхана и сыном Угэдэя. Мунке-хан, совершив второе вторжение, окончательно подчинил регион монголам. Позже, при распаде Монгольской империи, хан Хубилай включил Тибет в своё государство Юань, оставив юридическую систему без изменений.

### Тибет в составе Юань

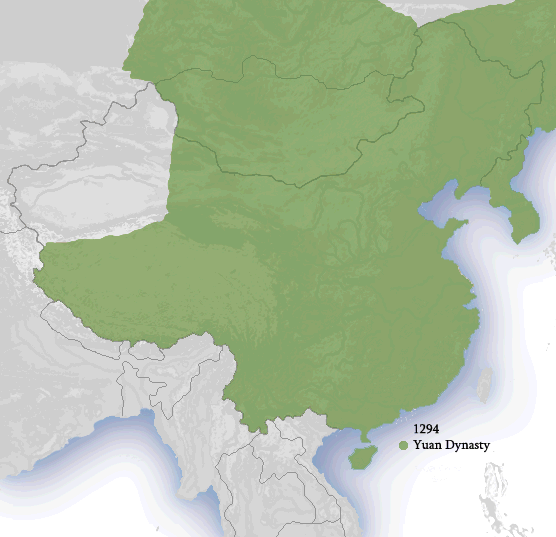
Территория империи Юань, 1294 год.

Структура тибетского руководства была упомянута в монгольской хронике «Десять хвалебных законов», где описываются две власти — религиозная и светская. Религиозная опиралась на сутры и дхарани; светская — на мир и спокойствие. Сакья-лама обладал религиозной властью, юаньский император — светской. Религия и государство были зависимы друг от друга, связаны выполняемыми функциями, но воля императора, осуществляемая Дпон-ченом, де-факто, имела большую силу. Используя связь с монгольским правительством, тибетские ламы приобрели влияние на различные монгольские кланы. Тибет также пользовался довольно высокой степенью автономии по сравнению с другими провинциями империи Юань.

#### Восстание
Власть Сакья-ламы над Тибетом, которая продолжалась до середины XIV века, пошатнуло восстание монахов буддистской школы Дрикунг Кагью, поддержанное чагатайским ханом Дувой. Восстание было подавлено в 1290 году, когда монгольские войска, возглавляемые внуком Хубилая, Тимур-Буки, сожгли Дрикунгский монастырь и убили 10 000 человек.

#### Независимость Тибета
В 1346—1354 годах империя Юань постепенно ослабевала от восстаний. Когда влияние императорской власти в Тибете стало снижаться, монах Джанчуб Гьялцен сверг Сакья-ламу и основал династию Пагмоду, представители которой принадлежали традиции Кагью. В 1358 году, когда Тибет полностью перешёл под контроль Пагмоду, его фактическая независимость была восстановлена, впервые за последние 400 лет. Тем не менее, Джанчуб Гьялцен избегал конфликтов с правительством Юань вплоть до падения империи в 1368 году. После этого его преемник Джамьянг Гьялцен Шакья решил установить отношения с правителями из китайской династии Мин.